# 有と無
有と無（ゆうとむ）は、2014年11月19日に発売されたACIDMANの10作目のアルバム。

## 概要
- 前作『新世界』から約1年9ヶ月ぶりとなるオリジナル・アルバム。
- 本作は「死生観」、「死後の世界」等をテーマに制作されている[2]。アルバムタイトルの「有と無」については、大木が本作のテーマから思い浮かんだもの[3]。
- 初回生産限定盤の特典として、PV集「Scene of "有と無"」（後述）、「ACIDMAN LIVE TOUR “有と無”」先行応募券が付属。
- ジャケットおよびアートワークは小田切佳明が担当。ジャケットとなっている作品「うずまき」に加え、8作品がブックレットにデザインされている。
- オリコンチャートでは初登場9位となり、オリジナルアルバムでは7thアルバム『A beautiful greed』以来トップ10入りを記録した。

## 収録曲
1. 有と無 (introduction)
インスト。
2. 永遠の底
3. EVERLIGHT
23rdシングル。
4. Stay in my hand
24thシングル。
5. star rain
6. EDEN
7. 世界が終わる夜
25thシングル。
8. ハレルヤ
9. en (instrumental)
インスト。
10. your soul
11. 黄昏の街
12. 最期の景色
本作の中でも特に死生観が色濃く書かれている。この曲と「世界が終わる夜」についてはメンバーも感極まったとのことで、佐藤は泣きながらレコーディングしたという[2][3]。

## 収録内容
| 全作詞: 大木伸夫、全作曲・編曲: ACIDMAN。 |                           |          |            |      |
| #                                         | タイトル                  | 作詞     | 作曲・編曲 | 時間 |
| 1.                                        | 「有と無 (introduction)」 | 大木伸夫 | ACIDMAN    | 1:34 |
| 2.                                        | 「永遠の底」              | 大木伸夫 | ACIDMAN    | 4:02 |
| 3.                                        | 「EVERLIGHT」             | 大木伸夫 | ACIDMAN    | 5:12 |
| 4.                                        | 「Stay in my hand」       | 大木伸夫 | ACIDMAN    | 4:10 |
| 5.                                        | 「star rain」             | 大木伸夫 | ACIDMAN    | 4:16 |
| 6.                                        | 「EDEN」                  | 大木伸夫 | ACIDMAN    | 6:08 |
| 7.                                        | 「世界が終わる夜」        | 大木伸夫 | ACIDMAN    | 6:48 |
| 8.                                        | 「ハレルヤ」              | 大木伸夫 | ACIDMAN    | 4:09 |
| 9.                                        | 「en (instrumental)」     | 大木伸夫 | ACIDMAN    | 4:55 |
| 10.                                       | 「your soul」             | 大木伸夫 | ACIDMAN    | 3:31 |
| 11.                                       | 「黄昏の街」              | 大木伸夫 | ACIDMAN    | 4:05 |
| 12.                                       | 「最期の景色」            | 大木伸夫 | ACIDMAN    | 8:01 |
| 合計時間:                                 | 合計時間:                 | 56:51    |            |      |

## Scene of "有と無"
アルバム『有と無』の初回生産限定盤として発売されたDVD作品。アルバムに収録されたシングル曲3曲のPVとその内1曲の新作バージョン、及びドキュメンタリー映像で構成される。
過去のアルバムPV集「は単独で発売されていたが、本作はアルバムの初回生産限定特典としてのリリースとなった。また、今回は『有と無』のアルバム曲のPVは制作されていない。

### 収録曲
| 全作曲・編曲: ACIDMAN。 | |       |            |       |
| #                       | タイトル                                                                                              | 作詞  | 作曲・編曲 | 時間  |
| 1.                      | 「EVERLIGHT (Music Video)」                                                                           |       | ACIDMAN    | 5:17  |
| 2.                      | 「EVERLIGHT 〜Animation Ver.〜 (Music Video)」(アニメーションによる「EVERLIGHT」PVの未発表バージョン) |       | ACIDMAN    | 5:43  |
| 3.                      | 「Stay in my hand (Music Video)」                                                                     |       | ACIDMAN    | 4:06  |
| 4.                      | 「世界が終わる夜 世界が終わる夜」                                                                     |       | ACIDMAN    | 7:03  |
| 5.                      | 「Document2014」                                                                                      |       | ACIDMAN    | 34:29 |
| 合計時間:               | 合計時間:                                                                                             | 56:38 |            |       |